# 神戸市立大沢中学校
神戸市立大沢中学校（こうべしりつおおぞうちゅうがっこう）は、兵庫県神戸市北区にある公立中学校。

## 沿革
- 1947年7月1日 - 大沢村立大沢中学校として開校。
- 1951年7月1日 - 神戸市との合併により神戸市立大沢中学校となる。
- 1995年1月17日 - 阪神・淡路大震災により臨時休校。

## 部活動
- 陸上競技部
- 卓球部
- 吹奏楽部

## 校区
- 神戸市立大沢小学校

## 制服
- 男子　
  - 冬服は標準的な学生服上下である。
  - 夏服はカッターシャツ、スラックスである。
- 女子　
  - 冬服はセーラー服上下である。
  - 夏服はブラウス、吊りスカートである。

## 交通アクセス
- 神姫バス13系統「中大沢」停留所（学校前）下車

## 通学区域が隣接している学校
- 神戸市立北神戸中学校
- 神戸市立義務教育学校八多学園
- 神戸市立淡河中学校
- 三木市立吉川中学校